# 西藏繁缕
西藏繁缕（学名：Stellaria tibetica）是石竹科繁缕属的植物，为中国的特有植物。分布于中国大陆的西藏等地，生长于海拔3,600米至5,500米的地区，多生长于石灰岩山石缝，目前尚未由人工引种栽培。